# مير محمود موسوي
مير محمود موسوي (بالفارسية: میرمحمود موسوی) الدبلوماسي الإيراني والسفير السابق لدى الهند وباكستان. شقيق رئيس الوزراء السابق مير حسين موسوي، المدير السابق لشؤون آسيا الغربية في وزارة الخارجية الإيرانية.

## اغتياله
تعرض مير إلى محاولة اغتيال بالسكاكين، من قبل مهاجمين مجهولين تمكنوا من إصابته بجروح بليغة في رقبته في أكتوبر من عام 2022 .